# Rubén Darío Ruiz Mainardi
Rubén Darío Ruiz Mainardi (Córdoba, 17 de novembro de 1964) é um diplomata e prelado argentino da Igreja Católica pertencente ao serviço diplomático da Santa Sé.

## Biografia
Recebeu a ordenação presbiteral em 26 de maio de 1991, sendo incardinado na Diocese de Santo Tomé. Obteve a licença em teologia dogmática e o doutorado em direito canônico.
Tendo entrado no serviço diplomático da Santa Sé em 1 de março de 2000, trabalhou para as representações pontifícias na República do Congo e Gabão, Eslovênia e Macedônia, Suíça e Liechtenstein, Cuba, República Centro-Africana e Chade, França e, mais recentemente, na Seção de Assuntos Gerais da Secretaria de Estado.
É fluente, além do espanhol nativo, em italiano, francês, inglês e português.
Em 28 de outubro de 2024, o Papa Francisco o nomeou núncio apostólico no Benin e Togo, recebendo a dignidade de arcebispo titular de Ursona. Recebeu a ordenação episcopal em 14 de dezembro seguinte, na Basílica de São Pedro, do Cardeal Secretário de Estado Pietro Parolin, coadjuvado por Edgar Peña Parra, substituto da Secretaria de Estado da Santa Sé e por Luciano Russo, secretário para as Representações Pontifícias.